# Кумир (сериал)
«Кумир» или «Идол» (англ. The Idol) — американский драматический сериал, созданный The Weeknd, Резой Фахимом и Сэмом Левинсоном и рассказывающий историю сложных отношений начинающей поп-звезды Джослин с лидером культа Тедросом. Главные роли исполнили Эйбел Тесфайе (The Weeknd) и Лили-Роуз Депп.
Премьера первых двух эпизодов состоялась 22 мая 2023 года на 76-м Каннском кинофестивале, где критики резко высказались о чрезмерном сексуальном контенте и поднятых темах. С 4 июня по 2 июля того же года сериал выходил на HBO.

## Сюжет
Молодая певица Джослин переживает нервный срыв, из-за которого её последний концертный тур был отменён. Она решает вернуть себе титул самой сексуальной поп-звезды в Америке и начинает отношения с Тедросом, гуру самопомощи и главой современного культа.

## В ролях
Основной состав
- Эйбел Тесфайе — Тедрос
- Лили-Роуз Депп — Джослин
- Сюзанна Сон — Хлоя
- Трой Сиван — Ксандер
- Джейн Адамс — Никки Кац

Второстепенный состав
- Дженни Ким — Дайанн
- Рэйчел Сеннотт — Лея
- Хари Неф — Талия
- Мозес Самни — Исаак
- Давайн Джой Рэндольф — Дестини
- Дэн Леви — Бенджамин
- Элай Рот — Эндрю Финкельштейн
- Рэмси — в роли самой себя
- Хэнк Азариа — Хаим

Приглашённые звёзды
- Алекса Деми — камео[1][2][3][4]
- Майк Дин
- Мелани Либёрд — Дженна
- Тунде Адебимпе
- Элизабет Беркли
- Нико Хирага
- Энн Хейч[5][6].
- Майя Эшет
- Тайсон Риттер
- Кейт Лин Шейл — Эми
- Карл Глусман

## Список эпизодов
| № | Название                                              | Режиссёр     | Автор сценария                          | Дата премьеры | Зрители США (млн) |
| --- | ----------------------------------------------------- | ------------ | --------------------------------------- | ------------- | ----------------- |
| 1 | «Поп-тартс и крысиные сказки» «Pop Tarts & Rat Tales» | Сэм Левинсон | Эйбел Тесфайе, Реза Фахим, Сэм Левинсон | 4 июня 2023   | 0.232             |
| Поп-звезда Джослин готовится к выходу своего камбэк-сингла, снимает обложку, репетирует хореографию и даёт интервью корреспонденту Vanity Fair Талии. В интернете появляется интимное селфи Джослин, и её команда, включая менеджеров Хаима и Дестини, руководителя звукозаписывающей компании Никки, представителя Live Nation Эндрю и публициста Бенджамина, координирует ответ для поддержания репутации. Позже Джослин посещает ночной клуб с лучшей подругой и ассистенткой Леей, креативным директором Ксандером и танцовщицей Дайанн, где она встречает владельца Тедроса, с которым мгновенно находит общий язык. К огорчению Леи, Джослин приглашает Тедроса к себе домой. Слушая её новую песню «World Class Sinner», они сомневаются в подлинности текста, и Тедрос инициирует прелюдию[прояснить]. |                                                       |              |                                         |               |                   |
| 2 | «Двойная фантазия» «Double Fantasy»                   | Сэм Левинсон | Эйбел Тесфайе, Сэм Левинсон             | 11 июня 2023  | 0.135             |
| Переделав песню вместе с Тедросом, Джослин представляет своей команде ремикс на «World Class Sinner», который вызывает неоднозначную реакцию. Никки категорически против и ругает Джослин. На съемках клипа Джослин перенапрягается, чтобы довести хореографию до совершенства, чем злит режиссёра. Тем временем Лея устанавливает более близкие отношения с Изаком, Хайм и Дестини следят за Тедросом, а Никки видит потенциал в Дайанн, которая, как выясняется, имеет связь с Тедросом. После того, как Джослин срывается и зовёт свою покойную мать, съёмки видео прекращаются. Позже Тедроса приглашают в дом Джослин, он приводит с собой Изака и Хлою. Лея настороженно относится к отношениям Джослин с Тедросом. |                                                       |              |                                         |               |                   |
| 3 | «Рассвет» «Daybreak»                                  | Сэм Левинсон | Эйбел Тесфайе, Сэм Левинсон             | 18 июня 2023  | 0.133             |
| Тедрос начинает ещё больше контролировать жизнь Джослин и переезжает в её особняк вместе со своим окружением. Непредсказуемое и властное поведение Тедроса беспокоит Лею. Менеджеры Джослин встревожены, узнав, что она отказывается от своего альбома и пишет новый в другом стиле, но Тедрос развеивает их опасения, говоря, что нанял Майка Дина для продюсирования новых песен. Джослин ближе узнаёт компанию друзей Тедроса, которая всё больше напоминает секту. По настоянию Тедроса Джослин рассказывает группе за ужином, что её мать эмоционально и физически издевалась над ней, а Ксандер, её друг детства, почти не вмешивался. Тедрос предлагает Джослин превратить её травму во вдохновение и проводит с ней БДСМ-сессию, используя ту же расческу, которой её била мать. |                                                       |              |                                         |               |                   |
| 4 | «Звёзды принадлежат миру» «Stars Belong to the World» | Сэм Левинсон | Эйбел Тесфайе, Сэм Левинсон             | 25 июня 2023  | 0.133             |
| Дестини проверяет биографию Тедроса и узнаёт, что его настоящее имя Маурисио Костелло Джексон, и что он несколько раз обвинялся в домашнем насилии. Переживая за Джослин, Дестини посещает дом, чтобы узнать больше о Тедросе и его шайке. Дестини не нравится, как развиваются отношения Тедроса и Джослин, но она впечатлена её новыми песнями. Ксандер рассказывает Тедросу, что мать Джослин рассказала всем о его ориентации, когда он был подростком, и заставила подписать контракт, запрещающий ему заниматься музыкальной карьерой. В ответ Тедрос пытает Ксандера электрошоковым ошейником на глазах у Джослин, пока Ксандер не отказывается от своих обвинений. Джослин узнаёт, что Дайанн свела её с Тедросом по его указанию, а также что Дайанн предложили контракт с её лейблом. Чтобы отомстить Тедросу, Джослин приглашает домой своего бывшего парня Роба и занимается с ним сексом так, чтобы их услышал Тедрос. Ксандер, теперь верный Тедросу, обманом заставляет Роба сделать фривольные фото с Софи, одной из сектанток. |                                                       |              |                                         |               |                   |
| 5 | «Джослин навсегда» «Jocelyn Forever»                  | Сэм Левинсон | Эйбел Тесфайе, Сэм Левинсон             | 2 июля 2023   | 0.185             |
| Джослин обвиняет Тедроса в том, что он мошенник, утверждая, что он был одержим ею еще до первой встречи. Тедрос всё же остаётся в поместье Джослин и сопровождает её на встречу с звукозаписывающим лейблом. Во время встречи выясняется, что Роба обвиняют в изнасиловании Софи. Джослин просит Хаима убрать Тедроса из её жизни. Хаим предлагает Тедросу 500 000 долларов, но тот отказывается. Хаим договаривается с журналисткой Талией разоблачить Тедроса как сутенёра, что приводит к разрушению его репутации и к проблемам с налоговой. Спустя шесть недель Тедрос посещает премьерный концерт тура Джослин, где она говорит, что скучает по нему. В гримёрной Тедрос замечает, что расчёска, которой мать била Джослин, совсем новая. Джослин выводит Тедроса на сцену, они целуются и Джослин говорит, что Тедрос её навсегда. |                                                       |              |                                         |               |                   |

## Создание и оценки
Проект был анонсирован 29 июня 2021 года. Автором идеи и исполнительным продюсером стал The Weeknd, он же написал сценарий совместно с Сэмом Левинсоном и Резой Фахимом. Эшли Левинсон и Джозеф Эпштейн вошли в число исполнительных продюсеров, причем Эпштейн стал ещё и шоураннером. Режиссёрское кресло заняла Эми Сайметц. 22 ноября 2021 года телеканал HBO официально заказал первый сезон, состоящий из шести эпизодов. 14 января 2022 года Deadline Hollywood сообщил, что Ник Холл присоединился к проекту в качестве ещё одного исполнительного продюсера. Премьера сериала состоялась 22 мая 2023 года на 76-м Каннском кинофестивале, а 4 июня стартовал показ на HBO.
Главную роль изначально оставил за собой The Weeknd. 29 сентября 2021 года стало известно, что контракт на главную женскую роль подписан с Лили-Роуз Депп. 22 ноября к основному актёрскому составу присоединились Сюзанна Сон, Стив Зисис и Трой Сиван, а второстепенные роли получили Мелани Либёрд, Тунде Адебимпе, Элизабет Беркли, Нико Хирага и Энн Хейч. 2 декабря стало известно об участии в проекте Джулибет Гонсалес (основной состав), Майи Эшет, Тайсона Риттера, Кейт Лин Шейл, Лиз Карибел Сьерра и Финли Роуз Слейтер (второстепенные роли).
В апреле 2022 года сериал отправили на доработку с радикальными изменениями сценария и актёрского состава. Сон, Зисис и Гонсалес покинули проект, в июле роли в нём получили Рэйчел Сеннотт, Хари Неф и участница Blackpink Ким Дженни, в августе — Мозес Самни, Джейн Адамс, Дэн Леви, Элай Рот, Давайн Джой Рэндольф, Майк Дин, Рэмси и Хэнк Азариа.
В 2023 году Rolling Stone опубликовал статью по результатам опроса 13 актёров и членов съёмочной группы, рассказавших о хаотичном производстве и неоднозначном содержании проекта. Отмечалось, что после ухода Сайметц атмосфера значительно изменилась, сценарий, созданный через призму феминизма, был переписан, а отснятые примерно 80 % материала отправлены на пересъёмки.
Премьера первых двух эпизодов «Кумира» состоялась 22 мая 2023 года на 76-м Каннском кинофестивале, где критики резко высказались о чрезмерном сексуальном контенте и поднятых темах. 4 июня 2023 года начался показ сериала на HBO. Последняя серия вышла 2 июля.
В августе 2023 года руководство HBO объявило, что второго сезона не будет: «„Кумир“ был одним из самых провокационных оригинальных шоу HBO, и мы довольны сильным откликом аудитории. После долгих раздумий и размышлений HBO, а также создатели и продюсеры решили не продолжать работу над вторым сезоном».

## Музыка
Выпуск саундтрека к сериалу, The Idol Vol. 1, состоялся 30 июня 2023 года. В саундтрек вошли песни, исполненные, в частности, самим The Weeknd и актёром второго плана Майком Дином. Песня «Double Fantasy» (при участии Фьючера) была выпущена в качестве ведущего сингла 21 апреля 2023 года. Песня «Popular», совместная работа с Playboi Carti и Мадонной, была выпущена в качестве второго сингла из саундтрека 2 июня 2023 года. 9 июня, в день премьеры первого эпизода, было выпущено два трека — «The Lure (Main Theme)» (исполнено The Weeknd и Майком Дином) и «World Class Sinner / I’m A Freak» (исполнено Лили-Роуз Депп). Обе композиции вошли в сингл The Idol Episode 1.